# 蔡卜年
蔡卜年（1712年—？年），湖北武昌府興國州 (今湖北省陽新縣）人。清朝將領。同武進士出身。
乾隆二年（1737年）丁巳恩科三甲武進士，授官藍翎侍衛。乾隆十四年（1749年），出官貴州古州鎮荔波營遊擊。乾隆十九年（1754年），升貴州提標中軍參將。乾隆二十四年（1759年），升貴州古州鎮上江協副將，任內曾護理貴州古州鎮總兵官。乾隆二十七年（1762年），升廣西左江鎮總兵。乾隆二十九年（1764年），因事解任，交部嚴加議處，部議於副將任內降二級調用。乾隆三十六年，調福建臺灣鎮標中營遊擊。